# Süleyman I
Süleyman I, född 6 november 1494 i Trabzon, död 7 september 1566 i Szigetvár i nuvarande Ungern, var sultan över Osmanska riket från 1520 till sin död. Han kallas ofta för Süleyman den store eller Süleyman den magnifike och under hans regeringstid nådde det osmanska riket sin kulmen.
Hans far var Sultan Selim I och hans mor Ayşe Hafsa Sultan, dotter till Menli Giray av det Krimska khanatet. Han var därmed högättad på både faders- och moderssidan och därtill sin faders ende son. Suleyman själv hade flera söner. Hans förstfödda son var Mustafa som han fick med hustrun Mahidevran Hatun, och med sin hustru och favorit Roxelana (Hürrem Sultana) fick han fem söner varav två levde längre än till 20-årsåldern, Selim (senare Selim II) född 1524 och Bayezid född 1525. Han hade även dottern Mihrimah Sultana född 1522.
Han kunde utvidga rikets gränser på Balkan genom segern i Belgrad 1521. Året därpå intogs Rhodos. Ungern föll genom slaget vid Mohács där Süleyman besegrade Ludvig II av Ungern den 29 augusti 1526. Süleyman företog även ett anfall mot Österrike, men misslyckades dock i belägringen av Wien 1529 och tvingades vända om. Han kunde även annektera stora territorier i Nordafrika, så långt västerut som fram till Marocko. År 1562 erövrade han Transsylvanien.
Süleyman lät stifta många nya lagar, och kallades därför "Lagstiftaren" (el-Kanûnî på osmanska), och han var känd som en rättvis och god härskare i riket. Han var även en erkänd poet, och han höll filosofer och konstnärer vid hovet.
Han dog år 1566 i slaget vid Szigetvár och begravdes i Süleymaniyemoskén i Istanbul. Efter hans död kom Selim II till makten, efter att Süleymans hustru Roxelana fått sultanen att avrätta sin förstfödde son Mustafa.

## Uppväxt
Süleyman föddes i Trabzon på Anatoliens nordkust som son till sultan Selim I. Vid sju års ålder sändes han till Istanbul för att utbildas i vetenskap, historia, litteratur, teologi och militärteori vid palatsskolan. Under denna tid utvecklade han en stark vänskap med slaven Damat Ibrahim som senare skulle bli en av hans mest betrodda rådgivare tillika storvesir. Hans första praktiska erfarenheter i regeringskonst var, som ofta var brukligt för osmanska prinsar, att få befälet över en provins. Süleyman tjänade bland annat som guvernör i Bolu samt i Kaffa (nuvarande Feodosija) i moderns hemland på Krimhalvön.
Süleymans far Selim I förde under sin regering ett stort erövringskrig i Mellanöstern där han besegrade mamlukerna, erövrade Syrien (ungefär dagens Syrien, Libanon, Palestina och delar av Jordanien), Egypten och de heliga städerna Mekka och Medina på Arabiska halvön. Sålunda var Süleymans rike, då han år 1520 vid 27 års ålder besteg tronen efter sin faders död, ett mäktigt och framgångsrikt sådant, med dominans över såväl stora delar av Mellanöstern som Balkan och Anatolien.

## Tidiga erövringar
Då han tillträtt tronen tvingades Süleyman först och främst att slå ned ett uppror mot osmanerna i Syrien, lett av den osmanske guvernören i Damaskus, som kvästes 1521. I augusti samma år kunde sultanen inta Belgrad och därmed införliva det återstående Serbien i sitt rike.
Redan Süleymans far hade haft planer på att erövra ön Rhodos utanför Anatoliens sydvästkust, som alltjämt var befäst av johanniterorden. Året 1522 kunde Süleyman, med 400 skepp och en armé på 200 000 man, efter en sex månader lång belägring av den välbefästa staden med dess 7 000 försvarare, tvinga riddarna att ge upp mot att de fick fri lejd (johanniterna begav sig till Kungadömet Sicilien och fick sedan Malta som förläning) i utbyte mot ön och ett löfte om att riddarna skulle lämna osmanerna och sultanens vasaller ifred, ett löfte de dock senare skulle bryta.

## Krigen i Ungern
Den 29 augusti 1526 besegrade Süleyman den femtonårige kung Ludvig II:s armé i slaget vid Mohács och osmanerna kunde erövra Ungern. Ludvig II dödades i slaget och hans närmaste arvinge var den habsburgske kungen Ferdinand I som nu drev ut osmanerna ur Ungern för Österrikes räkning. Süleyman svarade med ett fälttåg mot Österrike år 1526 och kom ända fram till Wien, men misslyckades där med belägringen och tvingades återvända. Ytterligare ett fälttåg företogs mot Österrike 1532 men även detta slogs tillbaka. År 1533 slöts ett avtal som delade Ungern mellan Ferdinand och János Zápolya, en ungersk tronpretendent som var avhängig sultanen.
År 1541 övertog osmanerna Zápolyas domäner, som ungefär motsvarande dagens Ungern, och Ferdinand behöll ett område som idag är Slovakien och västra Kroatien, och det fastställdes en gräns mellan det osmanska riket och det habsburgska Österrike.

## Krigen motPersien
Süleyman fortsatte rikets expansion även i öster. Sultanen förde tre fälttåg mot det safavidiska Persien; i det första erövrades år 1534 Bagdad och andra städer viktiga i Mellanösterns centrum. Bagdad, som varit en av de viktigaste städerna i den islamska världen, förföll dock under den osmanska perioden.
Det andra fälttåget, som varade 1548-1549, resulterade i osmansk erövring av Van, ett antal borgar i Georgien, samt, temporärt, landvinningar i området kring Tabriz och i Azerbajdzjan.
I det tredje fälttåget år 1555 lyckades Süleyman inte omintetgöra shahens armé som i stället befäste sig i bergen i Luristan. Ett avtal som slöts i Amasya stadfäste senare gränsen och freden mellan osmanerna och safaviderna.

## NordafrikaochMedelhavet
Stora landområden i Nordafrika införlivades under Süleymans styre i riket. Med varierande grad av autonomi blev Tripolitanien, Tunisien, Algeriet och delar av Marocko osmanska. Området blev känt för sina kapare som, lejda av sultanen, orsakade de kristna handelsflottorna i Medelhavet svåra förluster. Under året 1533 förde amiral Khair ad-Din ett framgångsrikt krig mot den spanska flottan, och osmanerna dominerade för en kort tid hela Medelhavet.
År 1535 led osmanerna ett nederlag vid Tunis mot den spanske kungen tillika tysk-romerske kejsaren Karl V, men denne besegrades dock året därpå med hjälp från Frans I av Frankrike, och 1538 vann Khair ad-Din slaget vid Preveza mot den spanska flottan.
När Spanien år 1544 förklarade Frankrike krig sände sultanen sin flotta under Khair ad-Din till sina franska allierades undsättning och osmanerna lyckades då temporärt inta Neapel.

## Senare krig
Den osmanska flottan kontrollerade även Röda havet och för en tid även Persiska viken. År 1554 förlorades dock det sistnämnda till Portugal, som länge haft intressen i området. Portugiserna fortsatte att utmana sultanen om makten i Aden.
Süleyman beslöt år 1565 att invadera Malta som johanniterriddarna besuttit efter att ha drivits från Rhodos, och varifrån de utgjorde ett hot mot den osmanska flottan. Belägringen av Malta varade från 18 maj till 8 september och såg till en början ut att bli en upprepning av belägringen av Rhodos, men då en spansk flotta anlände och underförstärkte riddarna tvingades osmanerna fly med 30 000 döda som följd.

## Lagstiftaren
Süleyman kallades för "Lagstiftaren", el-Kanûnî, då han genom sin reform av den osmanska lagen skapade en sultanisk lag, kanun, utanför den traditionella islamiska sharia. Lagarna kom att kallas kanun-i Osmani, "de osmanska lagarna", och var på många sätt en grund för formandet av den moderna osmanska staten skilt från de mer medeltida juridiska förhållanden som rått tidigare.
Süleyman var känd som en rättvis härskare som valde sina tjänstemän utifrån deras skicklighet snarare än utifrån deras sociala status. Korruptionen begränsades och ett, med tidens mått mätt, till stor del rättssäkert samhälle växte fram. Riket hade även en relativt hög religiös tolerans.

## Kulturella bedrifter
Under Süleymans styre samlades konstnärer, filosofer och poeter vid hovet i Topkapipalatset i Istanbul. Süleyman själv var en utmärkt poet som skrev på både arabiska, persiska och osmansk turkiska och räknas stundom som en av den islamiska världens främsta. Vissa av hans versrader har idag blivit turkiska ordspråk.
Süleyman lät även uppföra många mäktiga byggnadsverk. Den framstående arkitekten Mimar Sinan verkade under denna tid och byggde bland annat Süleymaniyemoskén i Istanbul på uppdrag av sultanen.

## Död och arv
Sultanens förstfödde son Mustafa var från början tänkt att bli arvinge och denne stöddes av storvesiren, Damat Ibrahim Pasha. Süleymans andra hustru Roxelana (Hürrem Sultana) fick dock sultanen att beordra avrättning av Damat Ibrahim Pasha och att istället tillsätta hennes gunstling Rüstem Pasha som storvesir. Sultanen lät sedan avrätta Mustafa då han övertygats om att denne intrigerade mot honom för att få arméns stöd att göra en kupp.
Mellan Roxelanas två söner, Selim och Bayezid, utbröt 1559 strider om tronföljden. På grund av de inre oroligheter detta skapade i riket lät Süleyman avrätta Bayezid den 25 september 1561. Detta skedde först efter att denne flytt till Persien för att sedan bli utlämnad därifrån som ett tecken på shahens goda vilja.
Süleyman avled den 7 september 1566 i samband med slaget vid Szigetvár i Ungern, natten innan den osmanska segern i det slaget. Hans hjärta och andra organ begravdes på plats, medan resten av hans kvarlevor fraktades till och begravdes i Süleymaniyemoskén i Istanbul. Vid hans första grav i Szigetvár i Ungern byggdes den lilla staden Türbek (som fick sitt namn efter türbe, det turkiska ordet för grav). Mot slutet av 1600-talet jämnades både staden och graven med marken av habsburgarna. Gravens exakta läge var därefter länge okänd, tills den återupptäcktes år 2015. Nu ska Süleymans första grav i Ungern bli ett museum.
Efter Süleymans död blev hans ende överlevande son Selim krönt till sultan. Selim II visade sig vara oduglig som rikets härskare och hans ageranden anses ofta vara en bidragande orsak till att rikets militära och politiska makt avstannade såpass efter Süleymans tid vid makten.